# Rochebrune (Drôme)
Pour les articles homonymes, voir Rochebrune.
Rochebrune est une commune française située dans le département de la Drôme, en région Auvergne-Rhône-Alpes.

## Géographie

### Localisation
Rochebrune est située à 13 km au nord de Buis-les-Baronnies (chef-lieu du canton) et à 25 km à l'est de Nyons.

### Hydrographie
L'Eyguemarse, affluent de l'Ouvèze, prend sa source sur la commune.

### Climat
Pour des articles plus généraux, voir Climat d'Auvergne-Rhône-Alpes et Climat de la Drôme.
En 2010, le climat de la commune est de type climat méditerranéen altéré, selon une étude du Centre national de la recherche scientifique s'appuyant sur une série de données couvrant la période 1971-2000. En 2020, Météo-France publie une typologie des climats de la France métropolitaine dans laquelle la commune est exposée à un climat de montagne ou de marges de montagne et est dans la région climatique  Alpes du sud, caractérisée par une pluviométrie annuelle de 850 à 1 000 mm, minimale en été. 
Pour la période 1971-2000, la température annuelle moyenne est de 11,9 °C, avec une amplitude thermique annuelle de 16,4 °C. Le cumul annuel moyen de précipitations est de 918 mm, avec 7 jours de précipitations en janvier et 4,2 jours en juillet. Pour la période 1991-2020, la température moyenne annuelle observée sur la station météorologique de Météo-France la plus proche, « Bésignan », sur la commune de Bésignan à 7 km à vol d'oiseau, est de 12,6 °C et le cumul annuel moyen de précipitations est de 783,1 mm,. Pour l'avenir, les paramètres climatiques de la commune estimés pour 2050 selon différents scénarios d'émission de gaz à effet de serre sont consultables sur un site dédié publié par Météo-France en novembre 2022.

## Urbanisme

### Typologie
Au 1er janvier 2024, Rochebrune est catégorisée commune rurale à habitat très dispersé, selon la nouvelle grille communale de densité à 7 niveaux définie par l'Insee en 2022.
Elle est située hors unité urbaine et hors attraction des villes,.

### Occupation des sols
L'occupation des sols de la commune, telle qu'elle ressort de la base de données européenne d’occupation biophysique des sols Corine Land Cover (CLC), est marquée par l'importance des forêts et milieux semi-naturels (90,7 % en 2018), une proportion identique à celle de 1990 (90,7 %). La répartition détaillée en 2018 est la suivante : 
milieux à végétation arbustive et/ou herbacée (48,8 %), forêts (37,7 %), zones agricoles hétérogènes (7,9 %), espaces ouverts, sans ou avec peu de végétation (4,2 %), cultures permanentes (1,3 %). L'évolution de l’occupation des sols de la commune et de ses infrastructures peut être observée sur les différentes représentations cartographiques du territoire : la carte de Cassini (XVIIIe siècle), la carte d'état-major (1820-1866) et les cartes ou photos aériennes de l'IGN pour la période actuelle (1950 à aujourd'hui).

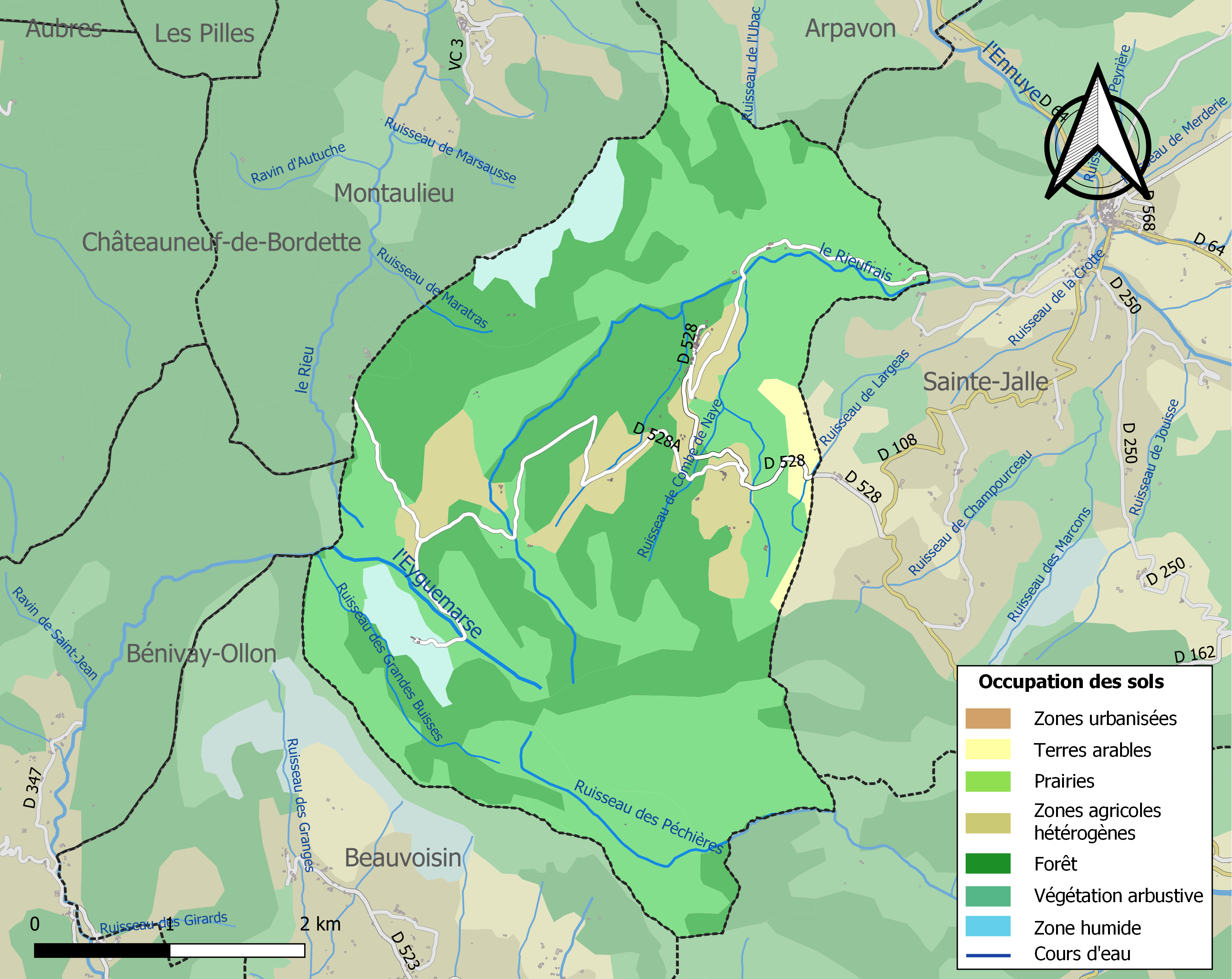
Carte des infrastructures et de l'occupation des sols de la commune en 2018 (CLC).

## Toponymie

### Attestations
Dictionnaire topographique du département de la Drôme :
- 1168 : Rocha Bruna (cartulaire des templiers, 89).
- 1200 : Roca Bruna (cartulaire des templiers, 92).
- 1284 : Castrum de Ruppe Bruna (Valbonnais, II, 118).
- 1301 : Castrum Ruppis Brunci (Inventaire des dauphins, 230).
- 1386 : Castrum Ruppis Brune (choix de docum., 200).
- 1891 : Rochebrune, commune du canton de Buis-les-Baronnies.

## Histoire

### Protohistoire
Un oppidum au Serre Saint-André.

### Du Moyen Âge à la Révolution
La seigneurie :
- Au point de vue féodal, Rochebrune était une terre de la baronnie de Montauban.
- 1313 : possession des (d')Agoult de Mison.
- Peu après : la terre est partagée entre plusieurs co-seigneurs.
- La première part appartient aux (du) Saix.
  - 1323 : elle est vendue aux Sahune.
  - 1336 : donnée aux dauphins.
  - 1341 : cédée aux princes d'Orange.
- 1334 : la deuxième part appartient aux Alleman.
  - Les droits passent aux Luyrieu.
  - ils passent (par mariage) aux Sassenage.
  - 1402 : ils sont vendus aux Thollon.
- La troisième part appartient aux Meyssenas.
  - 1351 : elle passe aux Arcellarii.
  - 1413 : vendue aux (d')Alauzon.
  - 1457 : vendue aux Thollon.
- 1330 : la quatrième part, correspondant à la moitié de la seigneurie, appartient aux Rémuzat.
  - Ils acquièrent d'autres parties de la terre.
  - Leur part passe (par mariage) aux Armand.
  - 1626 : elle est vendue aux Reynard de Saint-Julien.
  - Elle est vendue aux (d')Agoult.
- Les Agoult sont seigneurs de toute la terre.
- Elle passe aux Corregio de Gioberti, derniers seigneurs de Rochebrune.

Au XIIe siècle, l'abbaye Saint-André de Villeneuve-lès-Avignon y possédait l'église castrale Saint-André d'Esparron et l'église de Niciolis (aujourd'hui Saint-Vincent-de-Linceuil).

En 1245, cette seconde église et ses revenus passent à l'abbaye de l'Île-Barbe.
Avant 1790, Rochebrune était une communauté de l'élection de Montélimar et de la subdélégation et du bailliage du Buis.

Elle formait une paroisse du diocèse de Sisteron, dont les dîmes appartenaient à l'ordre de Saint-Jean de Jérusalem.

### De la Révolution à nos jours
En 1790, la commune est comprise dans le canton de Sainte-Jalle. La réorganisation de l'an VII (1799-1800) la place dans celui du Buis-les-Baronnies.

## Politique et administration

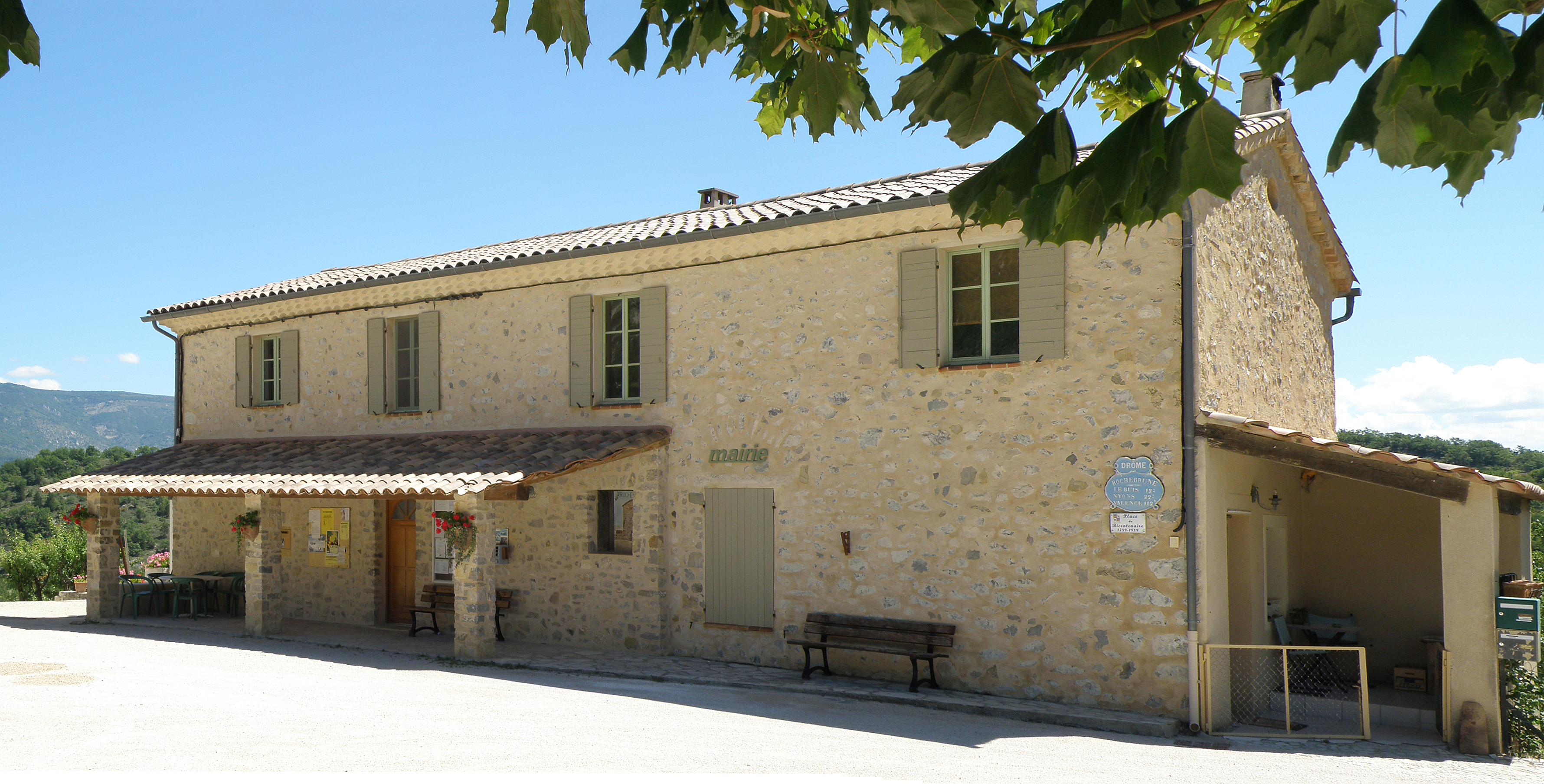
mairie de Rochebrune

### Administration municipale
Le nombre d'habitants au dernier recensement étant inférieur à cent, le nombre de membres du conseil municipal est de sept.

À la suite de l'élection municipale de 2014, le conseil municipal est composé de deux adjoints et de quatre conseillers municipaux.

Le site de l'association des maires et présidents de communautés de la Drôme mentionne Jean Louis Nicolas comme étant maire, Valéry Liotaud étant l'un des quatre conseillers municipaux.

### Liste des maires
| Période    | Période  | Identité                | Étiquette | Qualité     |
| ---------- | -------- | ----------------------- | --------- | ----------- |
| avant 1981 | ?        | Jacques Chauvin-Buthaud |           |             |
| mars 2001  | en cours | Valéry Liotaud          | DVG       | Agriculteur |

### Politique environnementale

#### Villes et villages fleuris
En 2014, la commune de Rochebrune bénéficie du label « ville fleurie » avec « une fleur » attribuée par le Conseil national des villes et villages fleuris de France au concours des villes et villages fleuris.

## Population et société

### Démographie
L'évolution du nombre d'habitants est connue à travers les recensements de la population effectués dans la commune depuis 1793. Pour les communes de moins de 10 000 habitants, une enquête de recensement portant sur toute la population est réalisée tous les cinq ans, les populations de référence des années intermédiaires étant quant à elles estimées par interpolation ou extrapolation. Pour la commune, le premier recensement exhaustif entrant dans le cadre du nouveau dispositif a été réalisé en 2004.

En 2022, la commune comptait 52 habitants, en évolution de −17,46 % par rapport à 2016 (Drôme : +2,64 %, France hors Mayotte : +2,11 %).
| 1793 | 1800 | 1806 | 1821 | 1831 | 1836 | 1841 | 1846 | 1851 |
| ---- | ---- | ---- | ---- | ---- | ---- | ---- | ---- | ---- |
| 290  | 296  | 302  | 356  | 403  | 375  | 313  | 381  | 397  |

| 1856 | 1861 | 1866 | 1872 | 1876 | 1881 | 1886 | 1891 | 1896 |
| ---- | ---- | ---- | ---- | ---- | ---- | ---- | ---- | ---- |
| 371  | 323  | 259  | 240  | 225  | 226  | 217  | 197  | 187  |

| 1901 | 1906 | 1911 | 1921 | 1926 | 1931 | 1936 | 1946 | 1954 |
| ---- | ---- | ---- | ---- | ---- | ---- | ---- | ---- | ---- |
| 157  | 153  | 163  | 135  | 112  | 74   | 72   | 53   | 31   |

| 1962 | 1968 | 1975 | 1982 | 1990 | 1999 | 2004 | 2006 | 2009 |
| ---- | ---- | ---- | ---- | ---- | ---- | ---- | ---- | ---- |
| 40   | 30   | 45   | 54   | 48   | 45   | 43   | 42   | 53   |

| 2014 | 2019 | 2022 | - | - | - | - | - | - |
| ---- | ---- | ---- | - | - | - | - | - | - |
| 60   | 56   | 52   | - | - | - | - | - | - |

### Enseignement
La commune est rattachée à l'académie de Grenoble.

### Manifestations culturelles et festivités
- Fête : le 29 septembre ou le dimanche suivant[14].

#### Loisirs
- Chasse[14].
- Randonnée : passage du GR 10[14].

## Économie
En 1992 : vignes, oliviers, arbres fruitiers, ovins, caprins, apiculture (miel).

## Culture locale et patrimoine

### Lieux et monuments

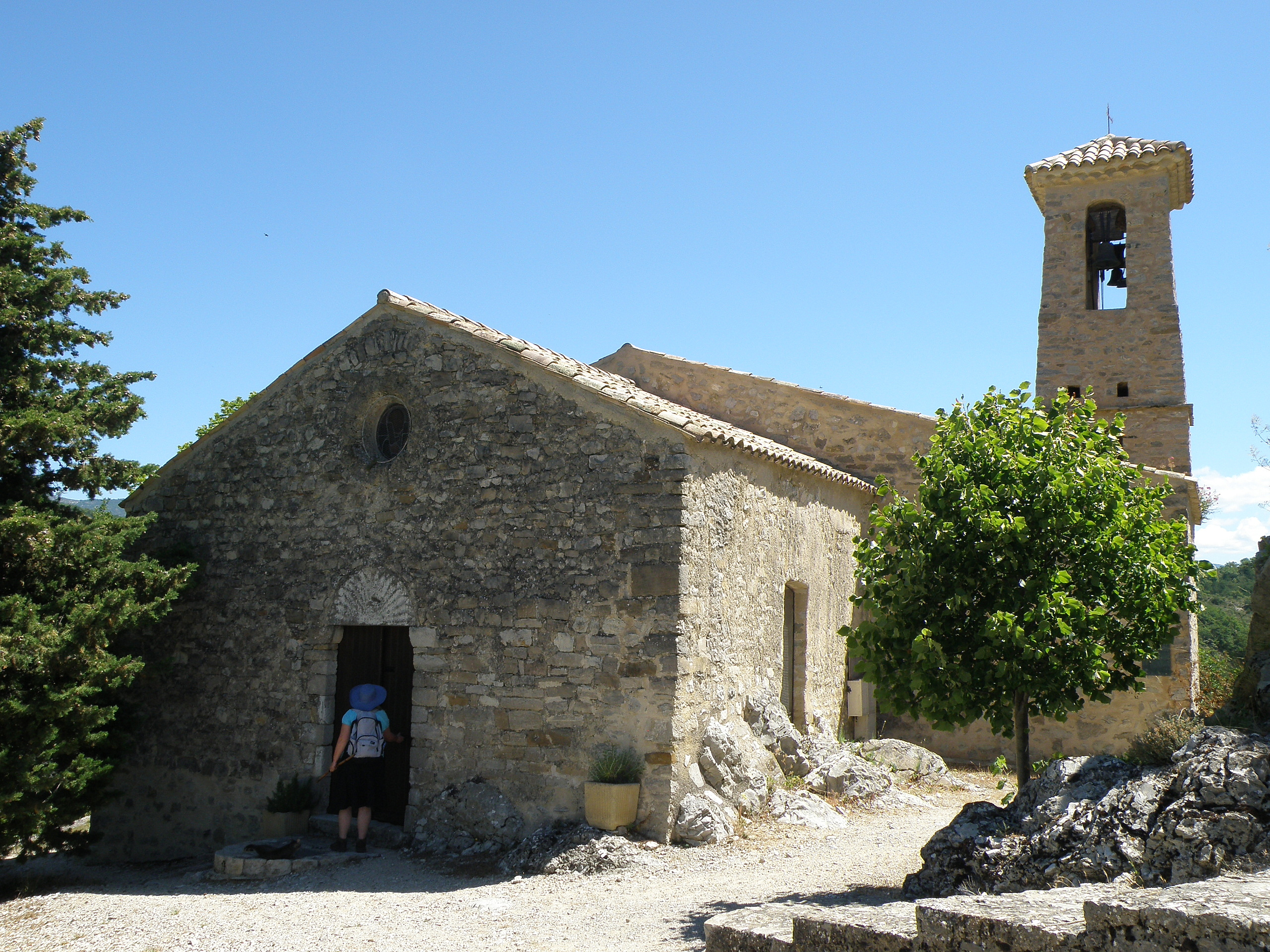
Église paroissiale Saint-Michel.

- Tour d'angle, seul vestige de l'ancien château féodal[14] au cimetière qui jouxte l'église[réf. nécessaire].
- Église (XIe siècle au XVe siècle)[14].
  - Église Saint-Michel de Rochebrune, en partie romane (XIIe siècle et XIIIe siècle), située à côté de la seule tour restante du château, à l'extrémité nord du village : tympan en forme de coquille Saint-Jacques et peintures murales du XIXe siècle récemment restaurées (Pour y accéder, se garer sur la place du village, en face de la mairie, puis monter la grande rue jusqu'à son sommet. Si elle est fermée, demander les clefs au responsable de l'Association des Amis de Rochebrune)[réf. nécessaire].
- L'ancien château, l'église et les tours sont inscrits au titre de la réglementation sur les sites (Ministère de l'Environnement) depuis le 16 mars 1974[réf. nécessaire].
- Maisons anciennes[14].
- Oratoire Saint-Roch[14].

### Patrimoine culturel
- Artisanat[14].

### Patrimoine naturel
- Grotte : la Cuve  Saint-Vincent[14].

### Héraldique, logotype et devise
| Blason de Rochebrune | Blason  | Écartelé : au 1er d'azur à la tour ronde d'or crènelée de gueules, au 2e d'argent à la branche d'abricotier fruitée et trois pièces au naturel, posée en bande, au 3e d'argent à la touffe de lavande fleurie au naturel, au 4e d'azur au clocher d'or essoré de gueules. |
| Blason de Rochebrune | Détails | Le statut officiel du blason reste à déterminer. |